# Bitwa morska przy wyspie Flores
Bitwa morska przy wyspie Flores – starcie zbrojne, które miało miejsce w roku 1591 w trakcie wojny angielsko-hiszpańskiej.
Latem 1591 doszło do spotkania floty angielskiej admirała Thomasa Howarda w sile siedmiu okrętów liniowych z hiszpańską srebrną flotą pod wodzą Alonso de Bazány (54 okręty) w rejonie Azorów. Na początku walki część angielskich jednostek odpłynęła, na miejscu pozostał jedynie liniowiec Revenge wiceamirała Richarda Grenville’a, który został okrążony przez Hiszpanów. Walka trwała 15 godzin, w tym czasie Anglicy zatopili dwa okręty hiszpańskie. Sami ponosili jednak wysokie straty a okręt zaczął nabierać wody. W końcu ranny Grenville i pozostali przy życiu jego ludzie poddali się. Po kilku dniach wiceadmirał zmarł w wyniku odniesionych ran.